# .gu
.guは国別コードトップレベルドメイン（ccTLD）の一つで、アメリカ合衆国領グアムに割り当てられている。
登録は無料だが、グアムとコンタクトの取れる個人、団体に限られ、.com.gu等の第二レベルドメインの下の第三レベルドメインに限られる。.guアドレスは、それほど多くは使われていない。